# Partido Aliansa Nobo
Partido Aliansa Nobo (Nederlands: Nieuwe Alliantie Partij), afgekort PAN, is een Curaçaose politieke partij. De partij is na 10 oktober 2010 opgericht door Amado (Broertje) Rojer, die ook politiek leider van de partij werd. Rojer is zoon van oud-vakbondsman en politicus Hubert (Bèbè) Rojer, die in de jaren zeventig van de 20ste eeuw met Rufus Mc William oprichter was van de partij Aliansa Forza Elektoral Progresivo, bekend als Partido Aliansa.
Voor Partido Aliansa Nobo staat eenheid, balans in de samenleving en goed bestuur centraal. Dit wil zij bereiken door een sociale economie, waarbij banen worden geschapen en armoede bestreden. 
Bij deelname aan de verkiezingen in 2017 gingen PAN en FOL een combinatielijst aan met Amado Rojer als lijstaanvoerder. De lijst behaalde onvoldoende stemmen voor een vertegenwoordiging in de Staten van Curaçao. Wegens het niet halen van de vereiste steunverklaringen in de voorverkiezing gelukte het de partij niet te kwalificeren voor deelname aan de verkiezingen van 2012, 2016 en 2021. 